# 北京遇上西雅图之不二情书
《北京遇上西雅图之不二情书》（英語：Book of Love，或作 ）是2016年由薛晓路编剧并执导的一部爱情喜剧电影，為《北京遇上西雅圖》的續集，但內容和《北京遇上西雅圖》劇情無關。2016年為海倫·漢芙誕辰的100周年，以此片紀念她和這本書信集《查令十字路84號》。2016年4月29日在中国大陆上映。

## 劇情
姣爷（汤唯饰）15岁就随父亲移民到澳门，从此在赌城安家，并成为赌场公关。过着朝不保夕、居无定所的落魄生活。来自北京的大牛Daniel （吴秀波饰）隻身在美国打滚多年，已贵为加州销售成绩最优秀的房地产经纪之一，更是身边不乏女伴的钻石王老五。姣爷一日起床后看到头顶一本《查令十字路84号》的书，书谐音同“输”，姣爷气愤不已，几次把书扔掉都意外再回来，无奈之下只好将书按照书上的地址寄了出去。无独有偶，Daniel大牛也同时因为这本书备受困扰，将书寄到了同一地址。查令十字街84号的书店老板也是闲来无事，又将两人的信件寄给了对方，收到书后更加疑惑的两人通过后续的书信来往从彼此不顺眼慢慢成为灵魂知己。
姣爷分别与学霸（陆毅饰）、富豪邓先生（王志文饰）和诗人（祖峰饰）开展幾段无果的感情。Daniel则与两名外国女子谈情，并惨遭抛弃。
Daniel为了得到在洛杉矶生活的一对华裔老人（秦沛、吴彦姝饰）的房屋借机接近老人，Daniel从小在国外生活却对中国古诗词文化颇为精通，再加上能言善道意外赢得了性格古怪但饱读诗书的老爷爷的信任。Daniel带两位老人到拉斯维加斯旅游，为两位老人补办婚礼。
爷爷得知Daniel靠近他们的真相后，一度非常气愤并且生病住院，在和老人相处过程中已经产生了感情的Daniel内疚不已，多次探望都被爷爷拒绝。转眼到春节，远在NASA天空站的孙子无法和爷爷奶奶团聚，只好进行视訊对话，无奈爷爷奶奶搞不懂这些高科技，在爷爷的默许下奶奶叫来了Daniel，面对气还没完全消除的爷爷，奶奶说“好孩子才可以来家里看电视”，两人之间的关系才慢慢缓和。
在經過一年多的通信後，姣爺和Daniel發現自己好像愛上彼此了，但此時卻遲遲未收到對方的來信。焦急的兩人不約而同的到倫敦想試著尋找對方，在經歷幾次擦身而過之後，兩人終於在地址為查令十字路84号的書店裡見到了彼此。

## 演員
| 演員   | 角色        | 身分                         |
| ------ | ----------- | ---------------------------- |
| 湯唯   | 焦姣        | 人稱姣爺，澳門賭場公關       |
| 顏卓靈 |             | 年經時候的焦姣               |
| 吳秀波 | 大牛/Daniel | 洛杉磯房產經紀               |
| 秦沛   | 林平生      | Daniel的客戶                 |
| 吴彦姝 | 唐秀懿      | 林平生的老伴                 |
| 惠英紅 | 凌姐        | 姣爺的同事                   |
| 陸毅   | 鄭毅        | 姣爺中學時期的同學，賭客之一 |
| 王志文 | 鄧先生      | 中國超級富豪兼賭客之一       |
| 祖峰   | 詩人        |                              |
| 李璨琛 |             | 討債的人                     |
| 刘志宏 | 浩浩        | 美国留学少年                 |

## 獎項
- 提名第36屆香港電影金像獎最佳女主角—湯唯

## 外部鏈結
- 互联网电影数据库（IMDb）上《北京遇上西雅圖之不二情書》的资料（英文）
- 《北京遇上西雅圖之不二情書（页面存档备份，存于）》在香港雅虎的電影頁面（繁體中文）
- Yahoo奇摩電影上《北京遇上西雅圖之不二情書》的資料（繁體中文）
- 開眼電影網上《北京遇上西雅圖之不二情書》的資料（繁體中文）
- 时光网上《北京遇上西雅圖之不二情書》的資料（简体中文）
- 豆瓣电影上《北京遇上西雅圖之不二情書》的資料 （简体中文）
- 《北京遇上西雅图之不二情書》的新浪微博（简体中文）
- 北京遇上西雅圖之不二情書(台灣)的Facebook專頁
- YouTube上的【北京遇上西雅圖之不二情書】正式預告.華映娛樂.2016年4月17日.（中文）

| 新加坡 新传媒U频道 新春特备 晚上 11点30分 首播 |
| ---------------------------------------------- |
| 北京遇上西雅图之不二情书 2020.01.24            |